# 藤沢エフエム放送
藤沢エフエム放送株式会社（ふじさわエフエムほうそう）は、神奈川県藤沢市の一部地域を放送対象地域として超短波放送（FM放送）を営む特定地上基幹放送事業者である。
レディオ湘南の愛称でコミュニティ放送を行っている。

## 概要

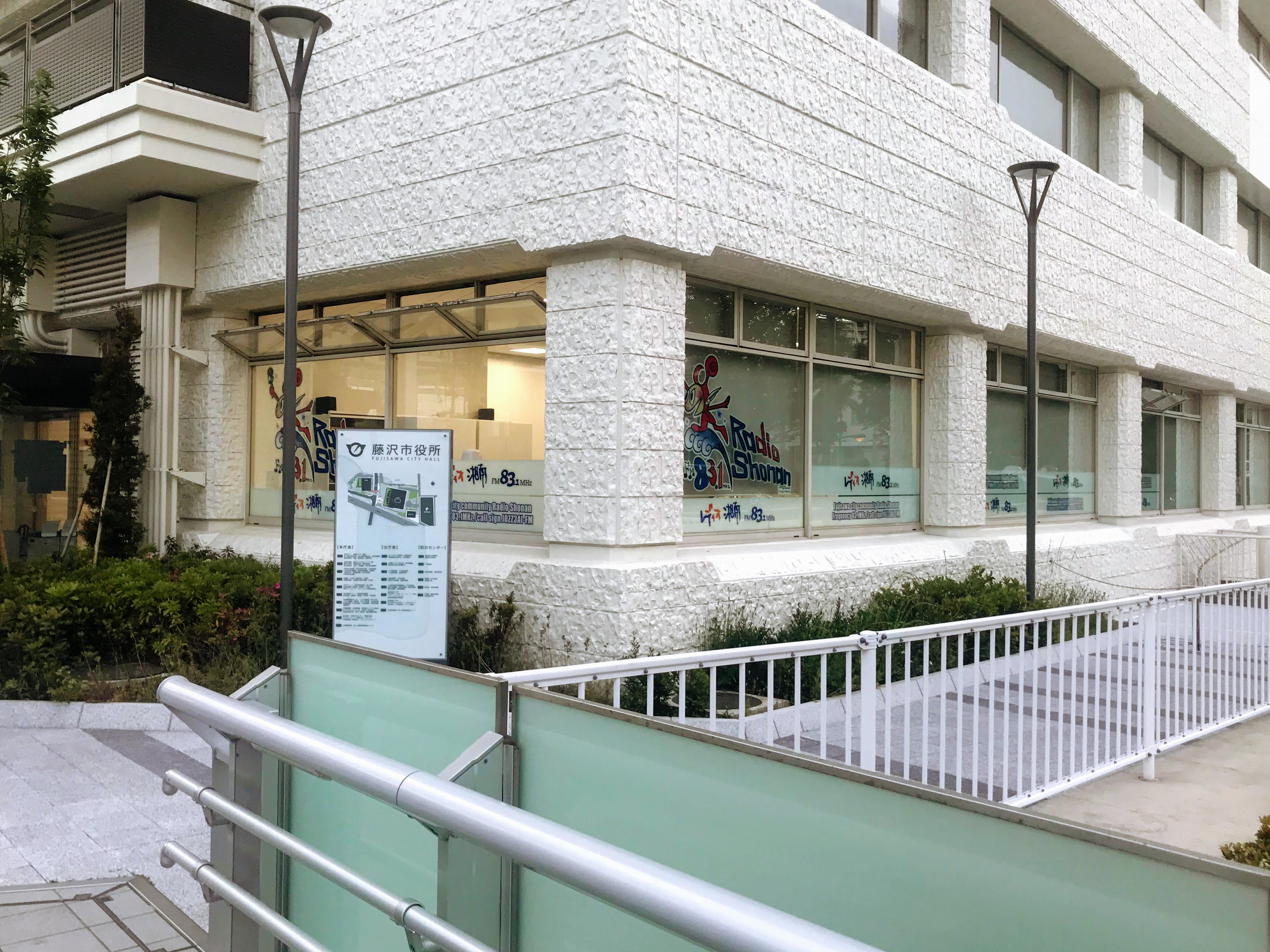
スタジオ、藤沢市役所分庁舎の1階にあり、ロビーから見ることができる。

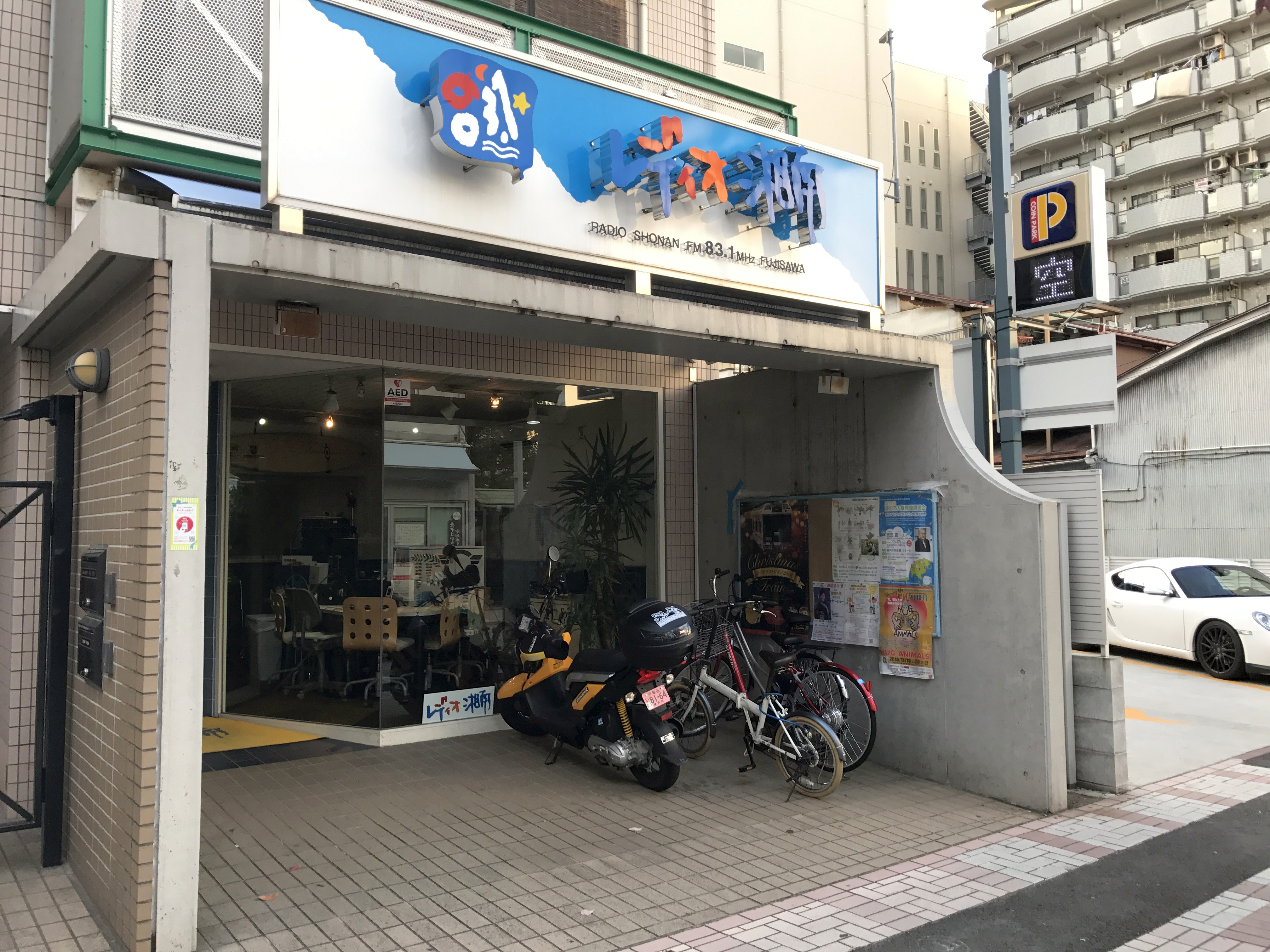
旧スタジオ、藤沢駅北口の遊行通り商店街の中にあり、外から見ることができた。

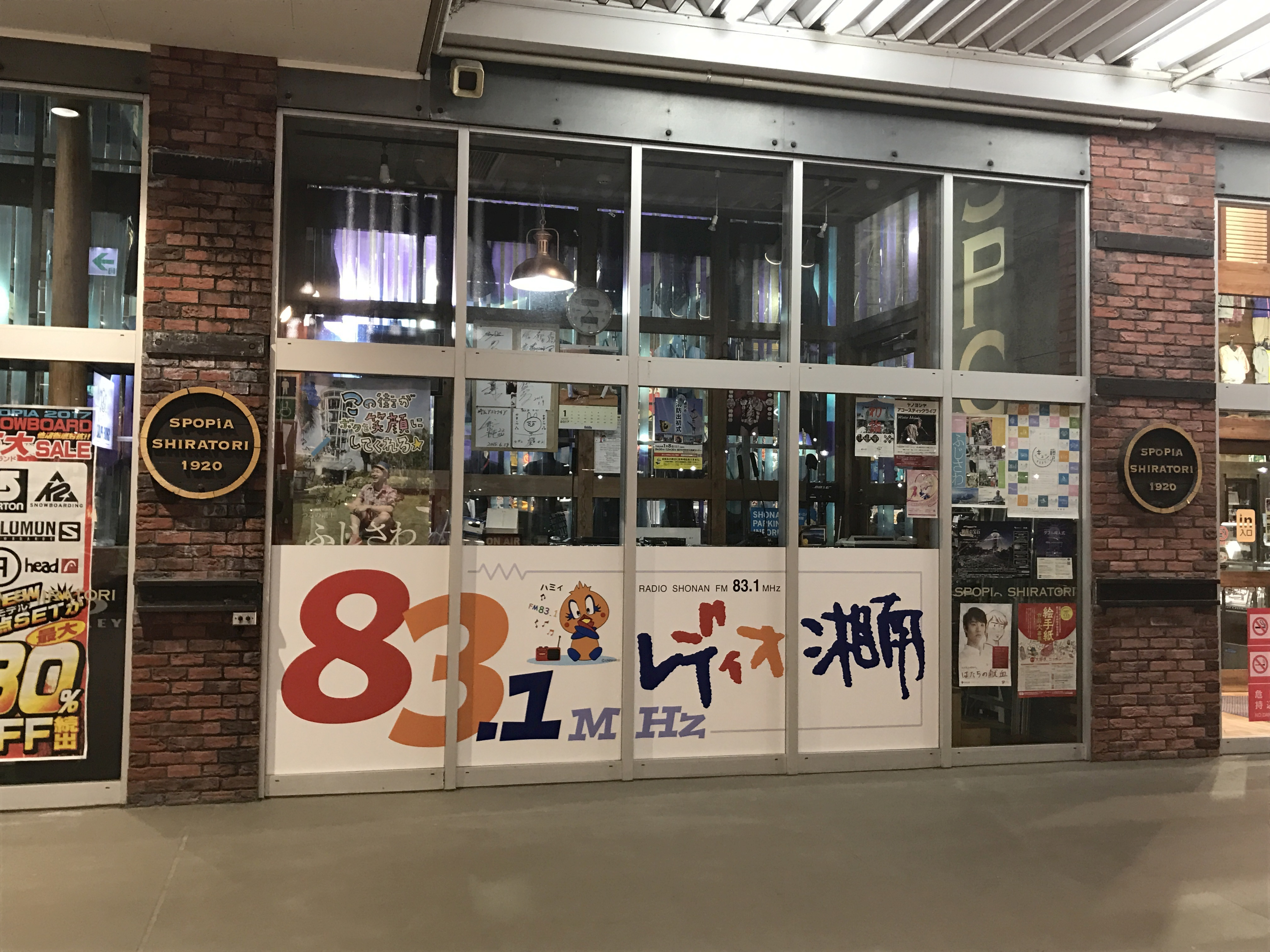
サテライトスタジオ

1996年（平成8年）開局。1990年（平成2年）に藤沢市で開催された相模湾アーバンリゾート・フェスティバル1990（愛称「サーフ90」）のイベント放送局「サーフ90エフエム（愛称はジョーズFM）」を前身とする。
阪神・淡路大震災をきっかけに、地元で災害情報を流せる放送局として、江ノ島電鉄・藤沢市などが主体となって設立された。出資比率から江ノ島電鉄がマスメディア集中排除原則にいう支配関係にある。藤沢市の国道134号沿いには「災害・交通情報FM83.1MHz」の看板が掲げられているほか、市内の公共施設の屋外に設置された自動販売機の一部にも同様に記載されている。
当初、本社・演奏所（スタジオ）は、開局当初は藤沢市藤沢の藤沢駅北口の遊行通り商店街にあったが、2020年（令和2年）に本社は藤沢市朝日町の藤沢市役所本庁舎に、スタジオは藤沢市藤沢の藤沢市役所分庁舎（旧・藤沢市役所新館）に移転した。藤沢市辻堂新町のミスターマックス湘南藤沢ショッピングセンターのSPOPIAシラトリ湘南藤沢店にはサテライトスタジオが置かれていた。
送信所は藤沢市善行にあり、放送局（現・特定地上基幹放送局）の呼出符号はJOZZ3AI-FM、呼出名称はふじさわエフエム、周波数83.1MHz。当初の空中線電力は10Wで放送区域は藤沢市の一部地域、2000年（平成12年）に20Wに増力した。聴取可能範囲は、藤沢市、茅ヶ崎市、高座郡寒川町、鎌倉市、横浜市の各一部地域と称している。
ジェイコム湘南・神奈川では同周波数で視聴可能。インターネット配信はJCBAインターネットサイマルラジオとFM++。
藤沢市、茅ヶ崎市、寒川町とは災害時の放送に関する協定を締結している。また、台湾の中央廣播電臺とは観光、文化の交流を促進する相互協力協定を締結している。
2020年（令和2年）に安斎肇デザインのイメージキャラクターが登場した。

## 沿革
- 1995年（平成7年）5月26日 - 藤沢エフエム放送株式会社設立[7]。
- 1996年（平成8年）
  - 4月11日 - 放送局の免許取得[8]。
  - 4月28日 - 開局[8]。
- 2000年（平成12年）4月1日 - 茅ヶ崎市と「緊急放送の運用に関する協定」を締結[9]。
- 2001年（平成13年）3月30日 - 空中線電力20Wへの増力許可[5]。
- 2006年（平成18年）4月6日 - 寒川町と「緊急放送の運用に関する協定」を締結[10]。
- 2008年（平成20年）6月19日 - SimulRadioによるインターネット配信開始。
- 2015年（平成27年）2月16日 - 藤沢市と「災害時等における放送協力等に関する協定」を締結[11]。
- 2017年（平成29年）3月23日 - 台湾の放送局「中央廣播電臺」と相互協力協定を締結[12]。
- 2018年（平成30年）
  - 3月1日 - インターネット配信をJCBAインターネットサイマルラジオに変更[13]。
  - 4月1日 - FM++によるインターネット配信を開始[14]。
- 2020年（令和2年）2月1日 - 本社・スタジオを藤沢市役所本庁舎・分庁舎に移転[15]。

## 主な番組
- Café Music（月 - 金曜日 8:05 - 8:59）
- レディオ湘南 ニュース スクエア（月 - 金曜日 9:00 - 10:00）
- Neo Surf Music（月 - 木曜日 11:00 - 11:59）
- LOCO.831[16]（月 - 木曜日 12:00 - 13:59）
- 笑の時間[17]（月 - 木曜日 16:00 - 16:54）
- soulful airwave[18]（月 - 木曜日 17:00 - 18:54）
- てつろうのSONG BOOK[19]（月曜日 10:30 - 11:59）
- みんなで広げよういいWAのワ！[20]（月曜日 14:00 - 14:29）
- CROSS×EXPERIENCE～黄金体験ラジオ～[21]（月曜日 19:30 - 19:59）
- 藤沢市生涯学習大学放送通信コース[22]（火曜日 10:30 - 10:59／土曜日 13:00 - 13:29（再））
- Saashaのbees fly[23]（火曜日 19:30 - 19:59）
- いけばなDA・I・SU・KI（水曜日 10:30 - 10:59）
- 沖田真早美の月の輝く夜に[24]（水曜日 20:00 - 20:59）
- マスコナオミのENJOY湘南 SLOWLIFE!→ 益子直美の怒ってはいけないラジオ[25]（木曜日 10:30 - 10:59）
  - 5日遅れの火曜 19:30 - 20:00にミュージックバードを通じ全国のコミュニティ放送局でも放送[26]
- イチノイーの湘南 in future![27]（木曜日 19:30 - 19:59）
- Voice of Power[28]（金曜日 10:30 - 10:59）
- 上野ひとみの魚わっちんぐ[29]（金曜日 11:00 - 11:29）
- 大矢とフジサワで剛！[30]（金曜日 11:30 - 11:59）
- Shonan Daylight Music（金曜日 12:00 - 12:54）
- 湘南Friday Studio[31]（金曜日 15:05 - 16:54）
- Road to WC_Trophy [32]（金曜日 17:00 ~ 17:29）
- FUZINOWAのミュージックサークル[33]（金曜日 19:30 - 19:59）
- ラジオでつづる歴史ノート[34]（金曜日 20:30 - 20:59）
- 海さくらラジオ[35]（金曜日 24:00 - 24:15）
- お散歩の途中で[36]（土曜日 10:00 - 10:29）
- Weekend + One[37]（土曜日 11:00 - 12:54）
- 宝製菓presents radio café　犬とあなたと珈琲と[38]（第1・3土曜日 16:00 - 16:29）
- Thinking Avenue[39]（土曜日 17:00 - 17:59）
- Shonan Music Town Z[40]（土曜日 18:00 - 18:59）
- けずラジ[41]（土曜日 19:30 - 19:59）
- 湘南ビートランド[42]（DJ：富田京子（プリンセス プリンセス））（土曜日 20:00 - 21:00）
  - 開局より、休止期間を挟みながら2021年現在も放送中。
- 角野秀行のRIDE ON![43]（土曜日 21:00 - 21:59）
- 質の七つ屋presents 湘南ファイトクラブwithアニージャ[44]（DJ：小原大輔、佐々木貴、アニージャ湘南）（土曜日 22:30 - 22:59）
- 深夜の正午[45]（DJ：省吾（元ポカスカジャン）、*mika*）（土曜日 23:00 - 翌0:00）
- No Indies No Life（日曜日 1:00 - 1:59）
- Comfortable Music in the morning（日曜日 7:00 - 7:59）
- KAHI OLA HAWAII[46]（日曜日 9:00 - 9:54）
- 湘南 Happiness Sunday[47]（日曜日 11:00 - 13:59）
- いっちゃんのSUNDAY STREET[48]（日曜日 14:00 - 14:29）
- オノちゃんトラちゃんの大人に↑なれない↑音楽[49]（日曜日 14:30 - 14:59）
- オトでつながるキミとボク[50]（日曜日 16:00 - 16:54）
- いしちゃん。みっちゃん おしゃべり魂[51]（日曜日 17:00 - 17:59）
- ざいつきげんの音楽鍋[52]（日曜日 18:00 - 18:29）
- よせなべNEO[53]（日曜日 21:00 - 21:29）
- ビーサン兄さんの音楽室[54]（日曜日 22:30 - 22:45）

### 広報番組
- ハミングふじさわ（藤沢市） - [55]（月〜金曜日 10:00 - 10:30／19:00 - 19:30（再））
- 寒川町広報番組「高座」のこころ。[56]（第1金曜日 14:00 - 14:10）

## 防災ラジオ
2015年（平成27年）より藤沢市は防災ラジオ（緊急告知FMラジオ）の有償頒布を開始した。
対象者は市内在住者と事業所。
初年度の平成27年度は藤沢市津波避難計画に指定された津波避難対象地域が優先されたが、翌年度の平成28年度から優先地域はなくなった。
藤沢レディオを含むFM放送とAM放送が各6局受信可能、毎月第2木曜日の午後1時30分に試験放送が実施される。